# 朱壽鏳
魯敬王朱壽鏳（？—1600年），明朝第七代魯王，恭王朱頤坦的庶第六子。他在萬曆九年（1581年）四月受封富平王，而他又在萬曆二十五年（1597年）袭封魯王。他在位四年。萬曆二十八年（1600年）朱壽鏳去世，無子，一年後由其弟常德王朱壽鋐嗣位。
鲁敬王朱寿鏳夫妻的合葬墓位于平邑县丰阳镇午门村北，王山（原名奎山）南麓，封土高5米，直径8米。墓前地面建筑屡遭破坏，上个世纪80年代初期，因村扩建，仅存的三孔券御河桥被拆除。清光绪初年，该墓被盗掘，遗物全部流散社会。1984年，在平邑镇胡同村发现了流失百余年的鲁敬王妃墓志。墓志为青质石，长、宽均为71厘米，边饰凤鸟纹，志文楷书。

钦赐鲁敬王妃圹志

　　妃程氏，东城兵马副指挥程良琏之女，生于隆庆六年二月十四日，万历十四年选配鲁恭王之子富平王寿鏳，册封为妃。万历十九年闰三月十八日以疾薨，享年二十岁，无出。讣闻，上赐祭，命有司营葬如制。仁圣、慈圣皇太后、中宮皇后及公主皆遣祭焉。万历二十五年六月初一日，富平王寿鏳袭封为鲁王，妃程氏追封为鲁王妃。万历二十九年十月初六日，合葬于兖州府费县地方奎山之原。呜呼！妃以贤淑，作配宗藩，享有荣贵，夫复何憾！爰述其概，纳诸幽圹云。

| 大明封国国王          | 大明封国国王                | 大明封国国王            |
| --------------------- | --------------------------- | ----------------------- |
| 新頭銜                | 明富平國郡王 1581年－1596年 | 封国撤除 原因：襲封魯國 |
| 前任者： 父恭王朱頤坦 | 明魯國亲王 1596年－1600年   | 繼任： 弟憲王朱壽鋐     |